# Jan Decleir
Jan Decleir (*14. února 1946) je belgický herec, vlámského původu. Patří k nejúspěšnějším hercům ve své zemi, hrál ve filmech Karakter (1997) a Antonia (1995), které získaly Oscara za neanglicky mluvený film i v sociálním dramatu Daens (1993), které bylo na Oscara nominováno. Z populárních filmů patří k jeho nejznámějším belgicko-americký thriller De Zaak Alzheimer (The Alzheimer Case) z roku 2003. Odmítl řadu nabídek z Hollywoodu, například na bondovku Jeden svět nestačí (The World Is Not Enough).

## Filmografie
- Heeft geleden onder Pontius Pilatus (1966)
- Geboorte en dood van Dirk Vandersteen jr. (1968)
- Het huis met de maskers (1968)
- De meeuw (1968)
- Klucht van de brave moordenaar (1969)
- Koning Lear (1969)
- Het Helleschip (1969)
- Zeven miljoen molekulen (1970)
- De Familie Tot (1971)
- Mira (1971)
- August, August, August (1971)
- Rolande met de bles (1972)
- De Loteling (1973)
- De Vrek (1974)
- Verloren maandag (1974)
- Verbrande burg (1975)
- Pallieter (1976)
- De man in de rok en de man zonder (1976)
- Niet alle dieven komen ongelegen (1976)
- Als schilders konden spreken (1976)
- Une page d'amour (1978)
- Doodzonde (1978)
- De proefkonijnen (1979)
- Grueten broos (1979)
- Le Grand Paysage d'Alexis Droeven (1981)
- Twee vorstinnen en een vorst (1981)
- Tijd om gelukkig te zijn (1982)
- Het verleden (1982)
- Toute une nuit (1982)
- Maria Danneels (1982)
- Zware jongens (1984)
- De Loteling (1984)
- John The Fearless (1984)
- De Leeuw van Vlaanderen (1985)
- Het gezin van Paemel (1986)
- De Tijger (1988)
- Het eerste mirakel van kindeke Jesus (1988)
- Het Sacrament (1990)
- Koko Flanel (1990)
- Dilemma (1990)
- Anchoress (1993)
- Daens (1993)
- Beck - De gesloten kamer (1993)
- Antonia (1995)
- Camping Cosmos (1996)
- Karakter (1997)
- S. (1998)
- Taming the Floods (1999)
- Retour Den Haag (1999)
- Molokai: The Story of Father Damien (1999)
- Shades (1999)
- Kruimeltje (1999)
- Running Free (2000)
- Het Been (2000)
- Mariken (2000)
- De omweg (2000)
- De verlossing (2001)
- Villa des Roses (2002)
- Hop (2002)
- Brush with Fate (2003)
- Rosenstrasse (2003)
- SuperTex (2003)
- Till Eusterspiegel (2003)
- Vlucht der verbeelding (2003)
- De Zaak Alzheimer (2003)
- L'Autre (2003)
- De passievrucht (2003)
- Edelweißpiraten (2004)
- De kus (2004)
- Off screen (2005)
- Een Ander Zijn Geluk (2005)
- Verlengd weekend (2005)
- Het Paard van Sinterklaas (2005)
- Crusade in Jeans (2005)
- Wolfsbergen (2007)
- Man zkt vrouw (2007)
- Loft (2008)
- Les Barons (2009)
- De schaduw van Bonifatius (2010)
- Nova Zembla (2011)